# General of the Army (Stati Uniti d'America)
Generale dell'esercito (in inglese General of the Army) è il secondo grado più alto dello United States Army, l'esercito degli Stati Uniti d'America, superiore al grado di generale e inferiore solamente al grado di General of the Armies (generale degli eserciti). Il grado di generale dell'esercito viene conferito solamente in tempo di guerra. 
Di fatto è il principale grado militare degli Stati Uniti in tempo di guerra, in quanto il grado superiore di "generale degli eserciti degli Stati Uniti" è stato conferito solamente a due uomini, uno in vita e uno postumo: John J. Pershing nel 1919 per onorare il suo servizio come comandante della American Expeditionary Forces (Forza di spedizione americana) nella prima guerra mondiale, e George Washington, a cui il grado venne conferito postumo nel 1976 in occasione delle celebrazioni per il bicentenario della guerra d'indipendenza americana.

## Post guerra di secessione
Il grado venne conferito per la prima volta al termine della guerra di secessione americana dal Congresso il 25 luglio 1866 a Ulysses Grant, che nel 1869 divenne presidente degli Stati Uniti. L'insegna del grado era a quattro stelle. A succedere a Grant il 4 marzo 1869 fu William Sherman, che nel 1872 ordinò che l'insegna del grado fosse cambiata con due stelle con in mezzo lo stemma degli Stati Uniti, dimettendosi poi dalla carica nel 1883. Il 1º giugno 1888 Philip Sheridan venne nominato General of the Army e con la sua morte, avvenuta il successivo 5 agosto, il grado cessò di esistere.
| Immagine | Nome                           | Data nomina    |
| -------- | ------------------------------ | -------------- |
|          | Ulysses S. Grant (1822-1885)   | 25 luglio 1866 |
|          | William T. Sherman (1820-1891) | 4 marzo 1869   |
|          | Philip Sheridan (1831-1888)    | 1 giugno 1888  |

## Seconda guerra mondiale
Nel corso della seconda guerra mondiale nel dicembre 1944 il grado venne conferito a George Marshall, Douglas MacArthur, Dwight Eisenhower ed Henry Arnold.
| Immagine | Nome                             | Data di nomina   |
| -------- | -------------------------------- | ---------------- |
|          | George Marshall (1880-1959)      | 16 dicembre 1944 |
|          | Douglas MacArthur (1880-1964)    | 18 dicembre 1944 |
|          | Dwight D. Eisenhower (1890-1969) | 20 dicembre 1944 |
|          | Henry Arnold (1886-1950)         | 21 dicembre 1944 |

Henry Arnold che era stato promosso General of the Army per la United States Army Air Forces che durante la seconda guerra mondiale aveva svolto il ruolo di forza aerea degli Stati Uniti d'America, posta alle dipendenze dell'esercito americano. Il 18 settembre 1947, con l'approvazione del National Security Act, venne istituito il Dipartimento della Difesa, comprendente le tre forze armate di esercito, marina ed aeronautica, con la United States Army Air Forces riconosciuta come forza armata autonoma dall'esercito americano con la nuova denominazione di United States Air Force. Henry Arnold venne nominato General of the Air Force, unico generale ad avere ricevuto questo grado.

## Guerra di Corea
Nel corso della guerra di Corea il grado venne conferito a Omar Bradley il 22 settembre 1950, ultimo ad esserne insignito.
| Immagine | Nome                     | Data di nomina    |
| -------- | ------------------------ | ----------------- |
|          | Omar Bradley (1893-1981) | 22 settembre 1950 |